# 拉瑟尔
拉瑟尔是德国莱茵兰-普法尔茨州的一个市镇。总面积4.51平方公里，总人口311人，其中男性162人，女性149人（2011年12月31日），人口密度69人/平方公里。